# Martín Vassallo Argüello
Martín Vassallo Argüello (Temperley, 10 februari 1979) is een Argentijns tennisser. Hij is prof sinds 1999.
Argüello heeft in zijn carrière één ATP-dubbeltoernooi op zijn naam geschreven. In het enkelspel won hij ook acht challengers.

## Palmares
| Legenda                       | Legenda               |
| ----------------------------- | --------------------- |
| Grand Slam                    |                       |
| Olympische Spelen             |                       |
| tot 2009                      | vanaf 2009            |
| Tennis Masters Cup            | ATP Finals            |
| ATP Masters Series            | ATP Tour Masters 1000 |
| ATP International Series Gold | ATP Tour 500          |
| ATP International Series      | ATP Tour 250          |

### Enkelspel
| Nr.                  | Jaar             | Toernooi     | Ondergrond | Tegenstander in finale | Score            | Details |
| -------------------- | ---------------- | ------------ | ---------- | ---------------------- | ---------------- | ------- |
| Gewonnen challengers |                  |              |            |                        |                  |         |
| 1.                   | 5 mei 2002       | Rome         | Gravel     | Filippo Volandri       | 6-4, 6-0         |         |
| 2.                   | 18 mei 2003      | Košice       | Gravel     | Hermes Gamonal         | 6-3, 6-3         |         |
| 3.                   | 13 juli 2003     | Oberstaufen  | Gravel     | Andreas Seppi          | 6-1, 6-4         |         |
| 4.                   | 3 augustus 2003  | Trani        | Gravel     | Francisco Fogues       | 6-3, 7-5         |         |
| 5.                   | 28 januari 2007  | Santiago     | Gravel     | Fabio Fognini          | 1-6, 7-5, 6-4    |         |
| 6.                   | 12 oktober 2008  | Asuncion     | Gravel     | Leonardo Mayer         | 3-6, 6-3, 7-6(2) |         |
| 7.                   | 26 oktober 2008  | Buenos Aires | Gravel     | Rubén Ramírez Hidalgo  | 6-3, 4-6, 7-5    |         |
| 8.                   | 30 november 2008 | Lima         | Gravel     | Sergio Roitman         | 6-2, 4-6, 6-4    |         |

### Dubbelspel
| Nr.                                  | Jaar              | Toernooi       | Ondergrond | Partner               | Tegenstanders in finale             | Score                | Details |
| ------------------------------------ | ----------------- | -------------- | ---------- | --------------------- | ----------------------------------- | -------------------- | ------- |
| Gewonnen finales herendubbelspel     |                   |                |            |                       |                                     |                      |         |
| 1.                                   | 4 maart 2007      | ATP Acapulco   | Gravel     | Potito Starace        | Lukáš Dlouhý Pavel Vízner           | 6-0, 6-2             | Details |
| Gewonnen challengers herendubbelspel |                   |                |            |                       |                                     |                      |         |
| 1.                                   | 11 november 2001  | Montevideo     | Gravel     | Diego del Río         | Gastón Etlis Mariano Hood           | Walk-over            |         |
| 2.                                   | 21 juli 2002      | Aptos          | Hardcourt  | Amir Hadad            | Brandon Coupe Brandon Hawk          | 6-4, 6-4             |         |
| 3.                                   | 4 mei 2003        | Rome           | Gravel     | Amir Hadad            | Manuel Jorquera Diego Moyano        | 6-4, 3-6, 6-3        |         |
| 4.                                   | 15 juni 2003      | Biella         | Gravel     | Stefano Galvani       | Jordan Kerr Tom Vanhoudt            | 3-6, 7-6(4), 6-3     |         |
| 5.                                   | 6 juli 2003       | Mantua         | Gravel     | Enzo Artoni           | Elia Grossi Stefano Tarello         | 6-2, 6-3             |         |
| 6.                                   | 3 oktober 2004    | Dubrovnik      | Gravel     | Juan Pablo Brzezicki  | Leonardo Azzaro Yuri Schukin        | 6-1, 6-2             |         |
| 7.                                   | 11 september 2005 | Kiev           | Gravel     | Diego Junqueira       | Lukáš Dlouhý Jan Mertl              | 6-4, 6-4             |         |
| 8.                                   | 9 april 2006      | Aguascalientes | Gravel     | Juan Martín del Potro | Hector Almada Victor Romero         | 7-5, 7-5             |         |
| 9.                                   | 11 november 2007  | Asuncion       | Gravel     | Carlos Berlocq        | Adrian Garcia Bartolomé Salva-Vidal | 7-5, 6-7(5), [13-11] |         |
| 10.                                  | 9 mei 2010        | San Remo       | Gravel     | Diego Junqueira       | Carlos Berlocq Sebastián Decoud     | 2-6, 6-4, [10-8]     |         |

## Prestatietabel
| Legenda | Legenda                          |
| ------- | -------------------------------- |
| g.t.    | geen toernooi gehouden           |
| l.c.    | lagere categorie                 |
| –       | niet deelgenomen                 |
| G       | uitgeschakeld in de groepsfase   |
| 1R      | uitgeschakeld in de eerste ronde |
| 2R      | uitgeschakeld in de tweede ronde |
| 3R      | uitgeschakeld in de derde ronde  |
| 4R      | uitgeschakeld in de vierde ronde |
| KF      | uitgeschakeld in de kwartfinale  |
| HF      | uitgeschakeld in de halve finale |
| F       | de finale verloren               |
| W       | het toernooi gewonnen            |
| w-v     | winst/verlies-balans             |

### Prestatietabel grand slam, enkelspel
| Toernooi        | 2002 | 2003 | 2004 | 2005 | 2006 | 2007 | 2008 | 2009 | 2010 |
| --------------- | ---- | ---- | ---- | ---- | ---- | ---- | ---- | ---- | ---- |
| Australian Open | –    | –    | –    | –    | –    | 1R   | 1R   | 1R   | 1R   |
| Roland Garros   | 1R   | –    | –    | –    | 4R   | 2R   | 2R   | 2R   | –    |
| Wimbledon       | –    | –    | 1R   | –    | –    | 1R   | 2R   | 2R   | –    |
| US Open         | –    | –    | –    | –    | –    | 1R   | 1R   | 1R   | –    |

### Prestatietabel grand slam, dubbelspel
| Toernooi        | 2007 | 2008 | 2009 | 2010 |
| --------------- | ---- | ---- | ---- | ---- |
| Australian Open | 1R   | 1R   | 1R   | 2R   |
| Roland Garros   | 1R   | –    | 1R   | –    |
| Wimbledon       | –    | –    | 1R   | –    |
| US Open         | –    | –    | 1R   | –    |